# La Vineuse-sur-Fregande
La Vineuse-sur-Fregande es una comuna nueva francesa situada en el departamento de Saona y Loira, de la región de Borgoña-Franco Condado.

## Historia
Fue creada el 1 de enero de 2017, en aplicación de una resolución del prefecto de Saona y Loira de 28 de julio de 2016 con la unión de las comunas de Donzy-le-National, La Vineuse, Massy y Vitry-lès-Cluny, pasando a estar el ayuntamiento en la antigua comuna de La Vineuse.

## Demografía
| Gráfica de evolución demográfica de La Vineuse-sur-Fregande entre 1800 y 2013 |
|                                                                               |

Los datos entre 1800 y 2013 son el resultado de sumar los parciales de las cuatro comunas que forman la nueva comuna de La Vineuse-sur-Fregande, cuyos datos se han cogido de 1800 a 1999, para las comunas de Donzy-le-National, La Vineuse, Massy y Vitry-lès-Cluny de la página francesa EHESS/Cassini. Los demás datos se han cogido de la página del INSEE.

## Composición
| Comuna delegada   | Código INSEE | Población (2013) | Superficie (km²) | Densidad (hab./km²) |
| ----------------- | ------------ | ---------------- | ---------------- | ------------------- |
| Donzy-le-National | 71180        | 199              | 10.28            | 19                  |
| La Vineuse        | 71582        | 289              | 15.75            | 18                  |
| Massy             | 71288        | 65               | 5.07             | 13                  |
| Vitry-lès-Cluny   | 71587        | 74               | 4.71             | 16                  |